# Fritz Spelge
Fritz Spelge (* 19. Januar 1891; † unbekannt) war ein deutscher Politiker (NSDAP).

## Leben und Tätigkeit
Nach dem Schulbesucht studierte Spelge Rechts- und Staatswissenschaften an der Georg-August-Universität zu Göttingen. Dort wurde er 1920 mit einer Arbeit zum Aktienrechts zum Dr. jur. promoviert.
Später lebte er in Detmold. Er war Syndicus der Landesbank (Landesbankrat) und Mitglied des Deutschbundes.
Bei der Landtagswahl in Lippe 1933 wurde Spelge für die NSDAP in den Lippischen Landtag gewählt. Am 7. Februar 1933 wurde er zum Oberregierungsrat ernannt und mit der Leitung der Abteilung I (Personalverwaltung) der Landesregierung betraut. Seine Ernennung löste in der Öffentlichkeit und bei der Beamtenschaft Proteste aus.

## Schriften
- Entscheidet die ordentliche Generalversammlung einer Aktiengesellschaft selbständig und endgültig über die Höhe der Wertansätze der Bilanz und Gewinn- und Verluftrechnung und können diese durch eine ausserordenliche Generalversammlung abgeändert werden?, 1920. (Dissertation)